# Moviment dels Ciutadans
Moviment dels Ciutadans (MDC) és un partit polític francès creat el 1993 per Jean-Pierre Chevènement a partir del Centre d'Estudis de Recerca i d'Educació Socialista (CERES), un dels corrents presents en el Congrés d'Epinay de 1971, en el qual es va fundar el Partit Socialista. Per a les eleccions presidencials franceses de 2002 formà el Pol Republicà per donar suport la candidatura de Chevènement, però el 2004 continuà com a MDC, tot i que va perdre bona part dels seus militants.

## Història
Fou fundat per antics militants del PS oposats tant a la posició del partit davant la Guerra del Golf com oposats al Tractat de Maastricht. A les eleccions europees de 1994 va obtenir 2,54% (494.966 vots) reivindicant l'oposició al Tractat de Maastricht amb candidats socialistes, Anicet Le Pors (ex PCF), les feministes Gisèle Halimi i Béatrice Patrie, els radicals Claude Nicolet i Henri Caillavet, i els gaullistes Pierre Marie Gallois i Pierre Dabezies.
A les eleccions legislatives franceses de 1997 participà en l'esquerra plural, i va obtenir 7 diputats i un assimilat, que s'uniren al grup Radical-Ciutadà-Verd; se li uniren alguns diputats socialistes, i Chevènement fou nomenat ministre d'interior de Lionel Jospin. Però aquesta participació provocà una crisi interna en el MDC, ja que molts càrrecs locals eren contraris a la decisió presa en el Congrés de Créteil de febrer de 1999 de presentar-se plegats amb el PS a les europees sota la premissa de regionalització i acceptar el Tractat de Maastricht.
El 2000 Chevènement va dimitir per desavinences sobre la qüestió corsa, i a les eleccions presidencials franceses de 2002 va presentar la seva candidatura com a candidat del Pol Republicà, on va obtenir el 5,53% i 1.518.528 vots. El MCD es va integrar dins el Pol Republicà a les legislatives de 2002, però no va obtenir representació parlamentària.
Aquesta derrota va provocar nombroses desercions vers l'Associació per una Esquerra Republicana (AGR) i Coordinació Nacional de l'Esquerra Republicana (CNGR). El gener de 2003 es va fundar el Moviment Republicà i Ciutadà, que va agrupar les restes del MCD i del Pol Republicà.

## Direccions nacionals del MDC
| Presidents del MDC | Presidents del MDC      |
| ------------------ | ----------------------- |
| 1992-1993 :        | Max Gallo               |
| 1993-2001 :        | Jean-Pierre Chevènement |
| 2001-2002 :        | Georges Sarre           |

| Secretaris generals del MDC | Secretaris generals del MDC |
| --------------------------- | --------------------------- |
| 1992-1995 :                 | Jean-Luc Laurent            |
| 1995-1998 :                 | Michel Suchod               |
| 1998-2002 :                 | Paul Loridant               |